# PGE・グロット・ブドフラニ・ウッチ
PGE・グロット・ブドフラニ・ウッチ（PGE Grot Budowlani Łódź）は、ポーランドのウッチを本拠地として活動する女子バレーボールチームである。2024/25シーズンはポーランド女子バレーボールリーグ1部に所属する。

## 歴史
2006年設立。古くは1970年代に女子バレーボール部門の活動を始め、当時の2部リーグへの昇格を果たすも1980年代後半に女子バレーボール部は活動を休止し、KS Budowlani Łódźは他のスポーツ分野での活動を続けた。2005年、クラブ経営委員会は今後3シーズン以内にトップカテゴリーに参入するという目標を掲げ、2006/07シーズンにポーランド国内リーグの3部に相当するリーグに参戦。その後、元代表選手が入団しチームの強化体制を整えていくと、2008/09シーズンには2部リーグで優勝を果たし、2009年にはトップカテゴリーに昇格を果たした。2009/10シーズンにはポーランドカップで優勝し、チーム初の主要タイトルを獲得。ポーランドリーグ1部では参戦初年度ながら4位の成績でシーズンを終えた。2010/11シーズンには欧州チャンピオンズリーグに出場を果たした。その後のポーランドリーグでは数シーズンは上位進出を果たすことができなかったが、2016/17シーズンのオーレンリーガではレギュラーラウンドを17勝9敗の4位で通過し、セミファイナルではインペル・ヴロツワフに2勝し、ファイナルへ進出し、グルパ・アゾティ・チェミック・ポリツェに敗れたがチーム最高の準優勝を果たした。2017/18シーズンはポーランドカップで優勝のタイトルを獲得した。2018/19シーズンにはオーレンリーガのレギュラーラウンドで17勝5敗の4位で通過し、セミファイナルではグルパ・アゾティ・チェミック・ポリツェにも勝利した。ファイナルではŁKS Łódźに敗れたが2度目の準優勝となった。2020/21シーズンはポーランドカップで
準優勝、ポーランドスーパーカップで優勝を果たすも、タウロンリーガでは5位でリーグを終えた。2022/23シーズンにはタウロンリーガのレギュラーラウンドを9勝11敗と負け越したものの、クォーターファイナルではグルパ・アゾティ・チェミック・ポリツェに競り勝ち、セミファイナルでKSディヴェロプレス・ジェシュフに敗れたが、3位決定戦ではBKS Stal Bielsko-Białaに勝利し、3位でシーズンを終えた。2023/24シーズンはタウロンリーガで4位、欧州チャンピオンズリーグでは13位となった。2024/25シーズンからはチーム名をPGE Grot Budowlani Łódźとして活動する。

## 主な成績
タウロンリーガ
- 準優勝 - 2016/17、2018/19シーズン

ポーランドカップ
- 優勝 - 2009/10、2017/18シーズン
- 準優勝 - 2016/17、2020/21シーズン

## 登録選手
2024/25シーズンの登録選手は次の通り。
| 背番号 | 名前                           | ポジション           | 身長 | 備考       |
| ------ | ------------------------------ | -------------------- | ---- | ---------- |
| 1      | Ewelina Wilińska               | セッター             | 1.73 |            |
| 3      | Karolina Drużkowska            | アウトサイドヒッター | 1.94 |            |
| 5      | Małgorzata Lisiak              | ミドルブロッカー     | 1.88 |            |
| 6      | アレクサンドラ・ベネルスカ     | アウトサイドヒッター | 1.85 |            |
| 7      | エレーナ・ブラゴエビッチ       | アウトサイドヒッター | 1.81 | キャプテン |
| 8      | Weronika Sobiczewska           | オポジット           | 1.84 |            |
| 11     | サーシャ・プラニンシェツ       | ミドルブロッカー     | 1.85 |            |
| 12     | テリー・エンウェオンウ         | オポジット           | 1.85 |            |
| 13     | Kinga Różyńska                 | ミドルブロッカー     | 1.89 |            |
| 15     | ドミニカ・ソボルスカ＝タラソバ | ミドルブロッカー     | 1.87 |            |
| 16     | Kornelia Drosdowska            | リベロ               | 1.68 |            |
| 18     | Justyna Łysiak                 | リベロ               | 1.73 |            |
| 21     | アリツィア・グラブカ           | セッター             | 1.78 |            |
| 24     | パウリナ・ダマスケ             | アウトサイドヒッター | 1.80 |            |

## 主な歴代所属選手
| - マグダレナ・シリバ - ヨアンナ・ミレツ - カロリナ・コセク - カタジナ・ザロスリンスカ - パウリナ・マイ - ガブリエラ・ポランスカ - アグニェシュカ・コルネルク - マルティナ・グライベル - ユリア・ノビツカ - マリア・ステンゼル - モニカ・フェドゥショウ - スザンナ・ゴレツカ - マグダレナ・スティシャク - キャサリーン・オルソフスキー - コートニー・トンプソン - ヴェロニカ・ジョーンズ＝ペリー - マッケンジー・メイ | - ヨバナ・ブラコチェビッチ - アナ・ビエリツァ - フェムケ・ストルテンボルフ - ハイケ・バイアー - シャルロット・レイス - バレリー・クルトワ - エレーヌ・ルソー - カヤ・フロベルナ - サーニャ・ポポビッチ - ハナ・クトゥラ - アナ・グルバッチ - マテア・イキッチ - アナスタシア・クライドゥバ - ヤロスラヴァ・ペンコバ - タビサ・ラブ - アナ・クレガー - パオラ・アンプディア |